# Voci di potere
Voci di potere (Rumours) è un film del 2024 diretto da Guy Maddin, Evan Johnson e Galen Johnson.

## Trama
Durante il G7 i leader mondiali si perdono nel bosco mentre cercano di scrivere insieme una dichiarazione sulla crisi globale in atto.

## Promozione
Il primo trailer è stato pubblicato il 23 settembre 2024.

## Distribuzione
Il film è stato presentato in prima mondiale fuori concorso alla 77ª edizione del Festival di Cannes il 18 maggio 2024. Successivamente è stato distribuito nelle sale canadesi l'11 ottobre 2024 e in quelle statunitensi il 18 ottobre successivo.

## Accoglienza
Rotten Tomatoes riporta un indice di gradimento del 78% a fronte di trentasette recensioni.